# Gansneb genaamd Tengnagel
Gansneb genaamd Tengnagel is een geslacht van oude Gelderse adel waarvan leden sinds 1814 tot de Nederlandse adel van het koninkrijk behoorden en dat in 1932 uitstierf.

## Geschiedenis
De stamreeks begint met Arend Gansneb die van 1460 tot 1510 vermeld wordt. Zijn zoon Reinier Gansneb genaamd Tengnagel wordt vermeld tussen 1516 en 1560 en kocht in 1553 huize De Kamp dat tot 1741 in de familie zou blijven.
Bij Souverein Besluit van 28 augustus 1814 werden twee nazaten, broers, benoemd in de ridderschap van Overijssel waarmee zij en hun nageslacht tot de Nederlandse adel gingen behoren. In 1822 volgde besluiten tot erkenning met de titel van baron op allen. In 1932 stierf het Nederlandse adellijke geslacht uit.
Het familiearchief dat de periode 1541 tot 1857 beslaat werd geveild in 2019 en bevat onder andere de koopakte uit 1553 van huize de Kamp.

## Enkele telgen
Reinier Gansneb genaamd Tengnagel, wordt vermeld tussen 1516 en 1560 en kocht in 1553 huize De Kamp
- Otto Gansneb genaamd Tengnagel († 1571), burgemeester van Kampen
  - Johan Gansneb genaamd Tengnagel, heer van de Camp, vermeld van 1599-1626, kapitein in Statendienst
    - Otto Gansneb genaamd Tengnagel, heer van de Camp, kapitein in Statendienst, commandeur van Oostburg
      - Alard Gansneb genaamd Tengnagel, heer van de Camp, later van Bonkenhave († 1704), rentmeester, in de Ridderschap van Overijssel
        - Hermen Otto Gansneb genaamd Tengnagel, heer van Bonkenhave (1659-1733), in de Ridderschap van Overijssel, burgemeester van Lochem, lid van de Raad van State
          - Alard Johan Gansneb genaamd Tengnagel, heer van Bonkenhave (1692-1774), in de Ridderschap van Overijssel, lid Gedeputeerde Staten
            - Lambert Joost Gansneb genaamd Tengnagel, heer van Bonkenhave (1730-1804), officier in Statendienst, in de Ridderschap van Overijssel
              - Jhr. Anthony Zwier  Gansneb genaamd Tengnagel, heer van Bonkenhave (1755-1815), in de Ridderschap van Overijssel, drost van Haaksbergen
                - Jhr. Lambert Joost Gansneb genaamd Tengnagel (1786-1819), lid van de Algemene Rekenkamer van Nederlands-Indië
                  - Antoine Otto Herman baron Gansneb genaamd Tengnagel (1815-1878), generaal-majoor, adjudant des Konings
                    - Robert August Lambert Joost baron Gansneb genaamd Tengnagel (1841-1904), ritmeester
                      - Catharina Henriette Louise Jeannette barones Gansneb genaamd Tengnagel (1875-1932), laatste telg van het adellijke geslacht

                - Jkvr. Samuelle Theophile Gansneb genaamd Tengnagel (1788-1861); trouwde in 1821 met mr. Cornelis Charles baron Six, heer van Oterleek [en Laag-Teylingen] (1772-1833), bestuurder en minister

            - Borchard Herman Gansneb genaamd Tengnagel, heer van de Luttenberg (1731-1787), kocht in 1759 de Luttenberg, officier in Statendienst, in de Ridderschap van Overijssel, bewindhebber VOC, lid van de Raad van State, drost van Haaksbergen
              - Jacob Jan baron Gansneb genaamd Tengnagel, heer van de Luttenberg (1768-1836), lid in en van de Ridderschap van Overijssel, lid van de Grote Vergadering van Notabelen, burgemeester en wethouder van Kampen, lid Provinciale Staten van Overijssel

## Afbeeldingen

Familiewapen (1814)
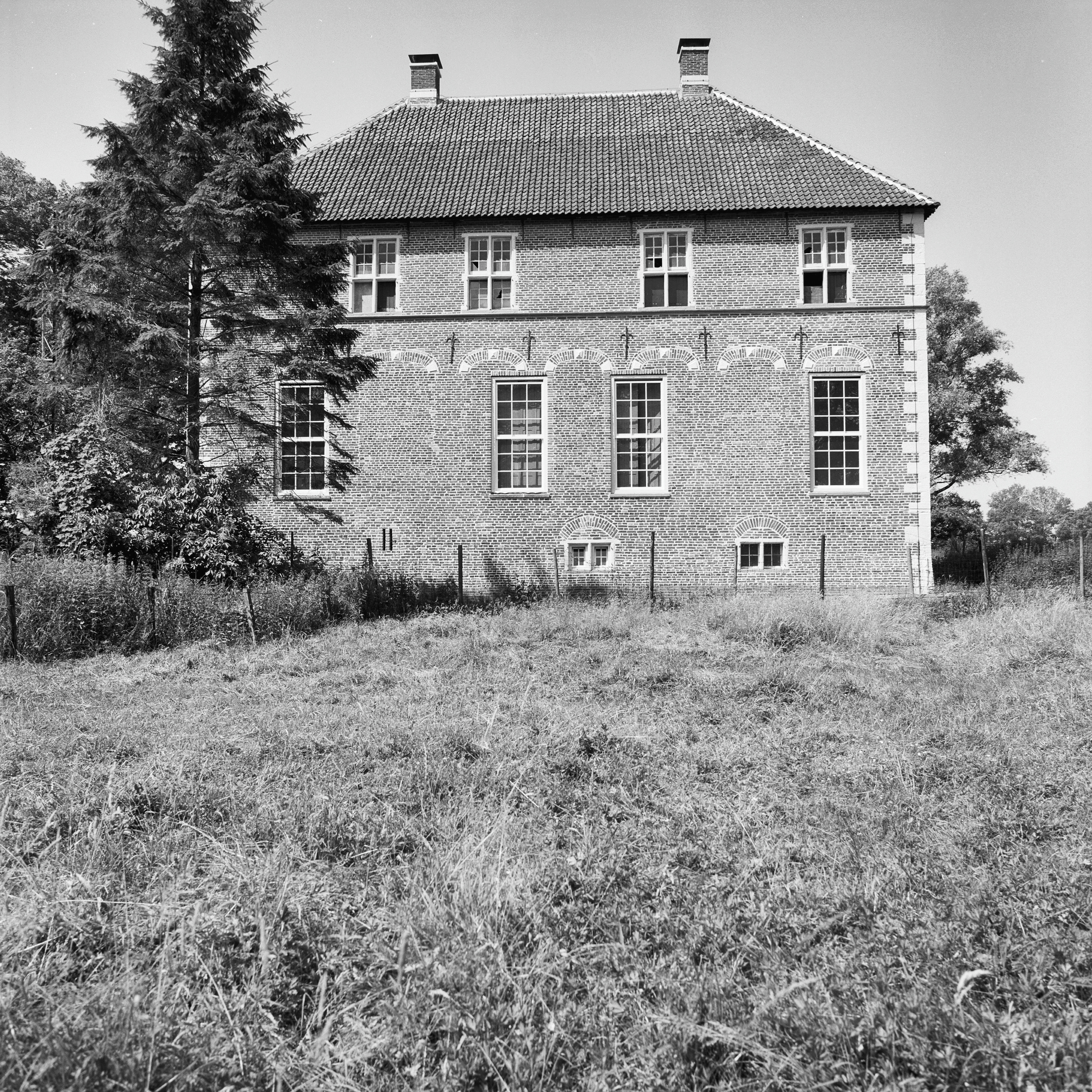
Huize De Kamp in 1985
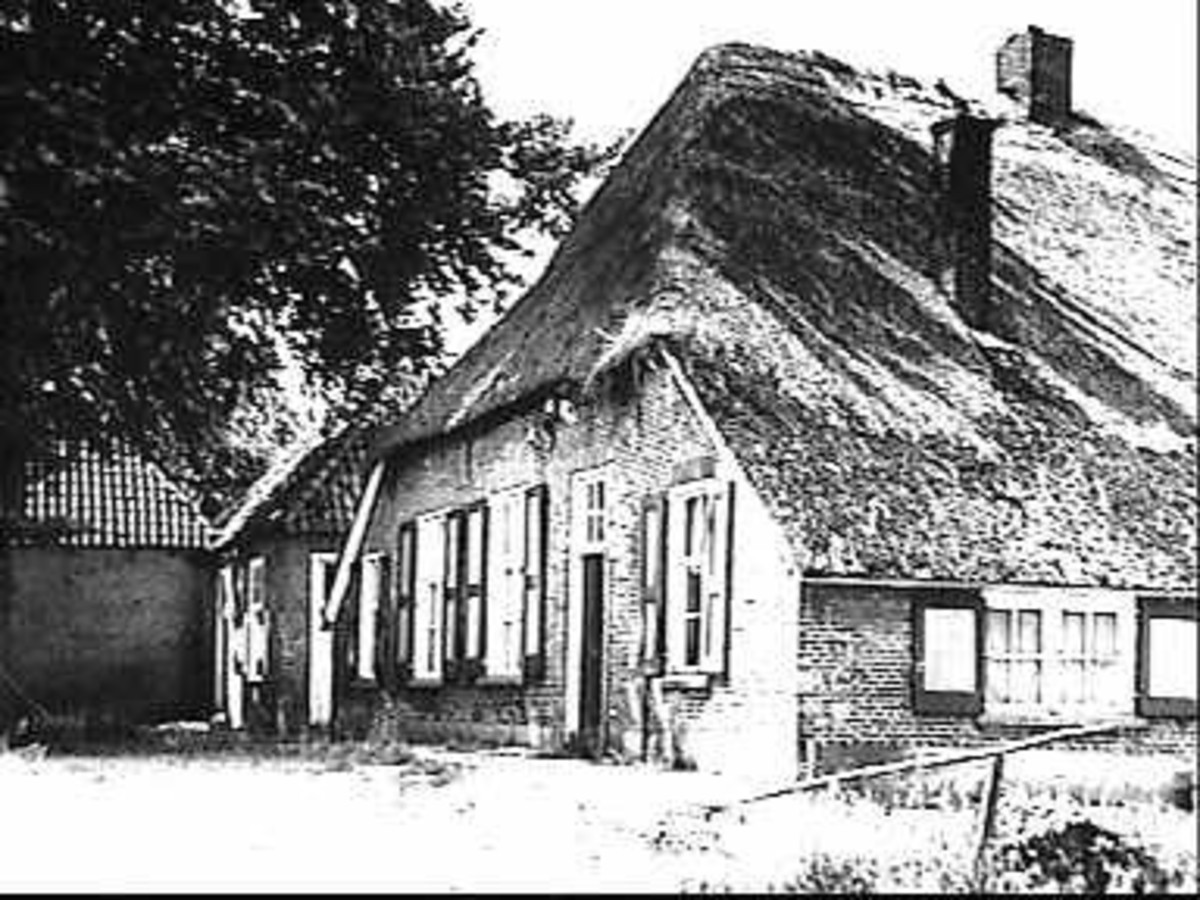
De hoeve Reimert op de Luttenberg (1968)
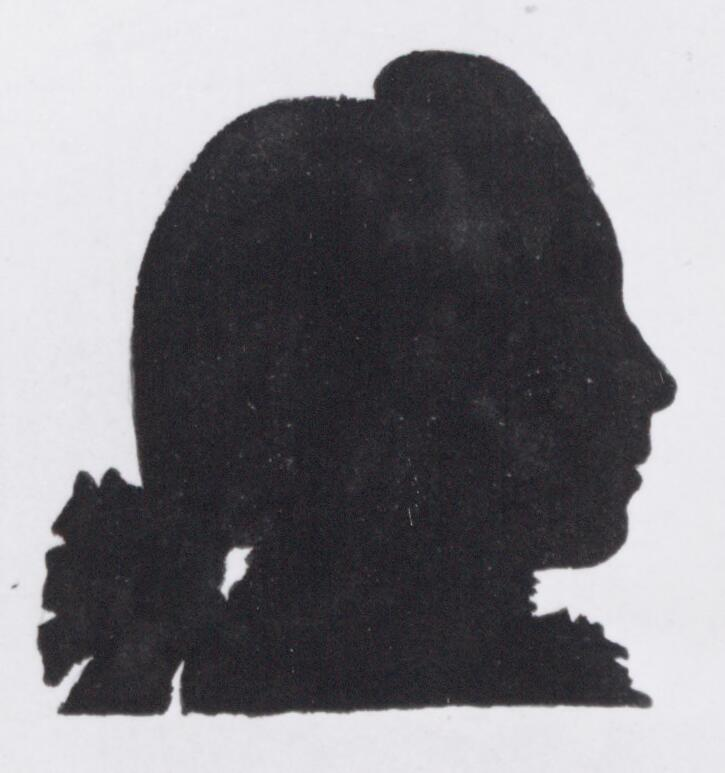
Portret van Jacob Jan Gansneb genaamd Tengnagel (1768-1836), eigenaar van de Luttenberg